# Richard Anders (Schriftsteller)
Richard Anders (* 25. April 1928 in Ortelsburg, Ostpreußen; † 24. Juni 2012 in Berlin) war ein deutscher Schriftsteller. Er gilt als bedeutender Vertreter des deutschen literarischen Surrealismus.

## Leben

### Jugend und Weltkrieg
Richard Anders wurde 1928 als Sohn eines vermögenden Holzkaufmanns im ostpreußischen Ortelsburg geboren. Der ängstliche Junge bekam Privatunterricht, weil er die Feindseligkeiten seiner Mitschüler nicht ertragen konnte. Schon in frühen Jahren schrieb er erste Gedichte und Dramenentwürfe. 1945 floh die Familie noch vor dem Kriegsende vor der Roten Armee. Der Vater kam um, Anders gelang die Flucht aus Ostpreußen, er wurde aber nach mehreren Zwischenstationen (Wehrertüchtigungslager in Parchim, Arbeitsdienst in Süderlügum, Militärdienst in Verden an der Aller) südlich von Bremen als Deserteur aufgegriffen und zum Tode verurteilt. In den Wirren der letzten Kriegstage wurde das Urteil nicht mehr vollstreckt.

### Nachkriegszeit
Nach kurzer Internierung bei Stade und erfolglosem Besuch der Hermann-Lietz-Schule auf Spiekeroog (statt sich auf den Unterricht vorzubereiten, schrieb Anders Theaterstücke, die entweder abgelehnt oder vom Direktor als dekadent verboten wurden) und einer abgebrochenen Buchhändlerlehre in Marburg holte Anders sein Abitur auf einem Abiturientenlehrgang für Kriegsteilnehmer in Delmenhorst nach.
Anders begann 1950 ein Studium der Psychologie in Hamburg, brach es aber nach kurzer Zeit wegen Lungentuberkulose ab. Nach halbjähriger Liegekur (Pneumothorax) im Lungenkrankenhaus Schledehausen nahm er sein Studium in Münster mit den Fächern Germanistik und Geographie wieder auf, unterbrach es für eine Ausbildung im mittleren Bibliothekarsdienst in Köln, gab diese aber nach einem Semester ebenfalls auf. Schließlich kehrte er an die Universität Hamburg zurück, wo er sein Studium 1959 mit dem Ersten Staatsexamen für das Höhere Lehramt abschloss.
Seine ersten Veröffentlichungen erschienen 1953 und 1954 in der von Werner Riegel und Peter Rühmkorf herausgegebenen Zeitschrift Zwischen den Kriegen. Prägend waren seine Begegnungen mit Hans Henny Jahnn, über den er 1959 seine Examensarbeit schrieb. Von 1955 bis 1959 begab er sich zum ersten Mal in psychotherapeutische Behandlung. Er begann das Referendariat für das höhere Lehramt, brach es aber bald ab. 1960 ging Anders nach Griechenland auf eine Einladung des Grafen Eri Graf von Coudenhove-Kallergi. Seinen Lebensunterhalt verdiente er sich als Deutschlehrer in Athen und teilte sich eine Wohnung mit dem amerikanischen Beat-Generation-Autor Gregory Corso.

### Surrealismus
Zurück in Deutschland setzte Anders 1961/62 seine Psychotherapie fort und nahm erstmals, unter ärztlicher Aufsicht, psychedelische Drogen ein. Zusätzlich durch Musik und Tanz stimuliert, experimentierte er zum ersten Mal mit Écriture automatique. Von 1962 bis 1964 war Anders als Deutschlektor an der Universität Zagreb tätig. Er lebte in der Wohnung des meist in Paris lebenden kroatischen Dichters Radovan Ivsic, den er wiederholt in der französischen Hauptstadt besuchte. Ivsic lud ihn zu den Zusammenkünften der Pariser Surrealisten um André Breton im Café La Promenade de Vénus ein. Anders wurde ein Mitglied des Kreises und wirkte an Brétons Anthologie des Schwarzen Humors als Übersetzer mit.
Seinen Lebensunterhalt verdiente sich Anders von 1965 bis 1969 als Dokumentationsjournalist für den Spiegel und Die Welt. 1969 erschien sein erster Gedichtband Die Entkleidung des Meeres. Anders zog 1970 nach Berlin, wo er seitdem als freier Schriftsteller lebte. Seine letzte Ruhestätte fand er auf dem Friedhof Schöneberg III in Berlin-Friedenau.

## Werk
Die Auseinandersetzung mit Bretons Surrealismus wurde zum wichtigen Einfluss für Richard Anders. Mit Johannes Hübner, Lothar Klünner und Joachim Uhlmann bildete er eine surrealistische Gruppe. Anders veröffentlichte eine Reihe von Lyrik- und Prosabänden; immer wieder machte er Versuche mit automatischem Schreiben und anderen surrealistischen Techniken, die vor allem Halluzinationen, die Anders seit früher Jugend zwischen Wachbewusstsein und Schlaf hatte, in Traumprotokollen literarisch fruchtbar machen sollten:
Mehr und mehr sehe ich die Bilder als Schriftzeichen einer mir unbekannten Sprache, die es vor dem Vergessen zu bewahren und dann zu entziffern gilt.
Anders benutzte mitunter Marihuana, um die halluzinierten Bilder deutlicher zu machen und ihr Auftreten zu verlängern. Die vom Autor gesehenen Halluzinationen wurden auf einem Diktiergerät bei ihrer Entstehung festgehalten und später unverändert auf Papier übertragen. Anders nennt diese Bilder
fremd, als kämen sie aus einer anderen Welt, während sie doch nur durch Übereinanderkopieren verfremdete Erinnerungen sind. Man könnte auch moderne Begriffe wie Collage und Überblendung nennen.
Eine Reihe seiner Bücher hat Anders selber mit surrealistischen Zeichnungen und Collagen illustriert.

## Zitate
Richard Anders hat sich in seinen Gedichten immer wieder dem Wunderbaren und auch bizarren Absonderlichkeiten gewidmet, soweit sie auf der Reibefläche zwischen dem Wünschenswerten und dem Widersinnigen die Vorstellungskräfte entzünden. Seine Bilder entsteigen der Verwandlungsbereitschaft des Schlafs und leeren den Schatten der Dinge, so daß diese den gewohnten Halt in unseren Begriffen verlieren. Das Grauen, als eine Kehrseite des Wunderbaren und der Schönheit, fällt in seinen Texten nicht unter den Werktisch der Selbstzensur, sondern verliert Wort für Wort und Schluß für Schluß (denn Richard Anders ist ein verblüffender Schlußfolgerer) von seiner Ungestalt und ihrem dementsprechenden Schrecken. Und es gibt oft ein Lachen. Nicht von der Art, die im Halse stecken bleibt, sondern eines, das sich hinter der Deckung, die die Bilder ihren Gegenständen bieten, über vieles Absurde an der Versteck spielenden Wahrheit amüsiert. Andreas Koziol
Eine vogelleichte, vogelkluge randständige Existenz; es ist zu fürchten, daß solche wie die seine in der immer hektischeren, erbittert um die Kuchenkrümel feilschende Hauptstadt nicht mehr lange zu führen sind. Ursula Krechel

## Auszeichnungen
- 1984/85: Aufenthaltsstipendium der Döblin-Stiftung in Wewelsfleth
- 1995: Aufenthaltsstipendium des Berliner Senats in Pourrières
- 1998: Aufenthaltsstipendium des Berliner Senats in Schloss Wiepersdorf
- 1998: Wolfgang-Koeppen-Preis der Stadt Greifswald
- 2007: F.-C.-Weiskopf-Preis der Akademie der Künste (Berlin)

## Werke

### Lyrik
- Die Entkleidung des Meeres. Mit Radierungen von Ekkehard Thieme. Sirius, Hamburg, 1969
- Preußische Zimmer. Bläschke, Darmstadt, 1976
- Über der Stadtautobahn und andere Gedichte. Mit Illustrationen von Louis. Erstausgabe (nicht für den Handel bestimmt): Edition Mariannenpresse, Berlin, 1980. Zweitausgabe: Oberbaum, Berlin, 1985
- Kopfrollen. Gedichte. fundamental, Köln, 1993
- Für Aloïse. Übersetzt nach einer Interlinearübersetzung aus dem Spanischen von Karlheinz Barck. Mit Illustrationen von Susana Wald und Ludwig Zeller. Galerie 13, Hannover, 1994
- Weißes Entsetzen. Mit Zeichnungen von Gerald Titius. Maldoror, Berlin, 1996
- Die Pendeluhren haben Ausgangssperre. Ausgewählte und neue Gedichte. Mit Collagen des Autors. Druckhaus Galrev, Berlin, 1998, ISBN 3-933149-07-X
- Niemands Auge. Gedichte. Mit Hochdrucken von Andreas Hegewald. Buchenpresse, Dresden, 2006

### Prosa
- Zeck. Geschichten. Literarisches Colloquium, Berlin, 1979
- Ödipus und die heilige Kuh. Kurzroman. Mit Illustrationen von Franjo Klopotan. Sirene, Berlin, 1979
- Ein Lieblingssohn. Roman. Ullstein, Frankfurt a. M., Berlin und Wien, 1981
- Begegnung mit Hans Henny Jahnn. Aufzeichnungen 1951–1955. Mit einem Vorwort von Signe Trede-Jahnn. Rimbaud, Aachen, 1988
- Verscherzte Trümpfe. Prosa. Mit Zeichnungen von Horst Hussel. Druckhaus Galrev, Berlin, 1993, ISBN 3-910161-31-6
- Fußspuren eines Nichtaufgetretenen. Aphorismen. Keicher, Warmbronn. 1996, ISBN 3-924316-86-4
- Hörig. Erzählungen. Mit Collagen des Autors. Dr. Haus-Galrev, Berlin, 1997, ISBN 3-910161-80-4
- Marihuana Hypnagogica. Protokolle I–II. Mit Serigraphien von Michael Würzberger. Maldoror, Berlin, 1997, ISBN 3-933149-30-4
- Zeck. Geschichten. Mit Zeichnungen des Autors. Erweiterte Ausgabe 1979–1999. Druckhaus Galrev, Berlin, 1999
- Marihuana Hypnagogica. Protokolle. Maldoror, Berlin, 1997, ISBN 3-933149-30-4
- Marihuana Hypnagogica. Protokolle I–IV. Mit Serigraphien von Michael Würzberger. qwert zui opü, Berlin, 2002, ISBN 3-933149-30-4
- Wolkenlesen: über hypnagoge Halluzinationen, automatisches Schreiben und andere Inspirationsquellen. Wiecker Bote, Greifswald, 2003, ISBN 3-935458-06-1
- Klackamusa. Zwischen preußischer Kindheit und Surrealismus. (K)ein Roman. Erweiterte Fassung von Ein Lieblingssohn. Mit nachgelassenen Traumgeschichten von Rajna Jordanovic-Anders und Zeichnungen des Autors. Kairos Edition, Luxembourg, 2004, ISBN 2-9599829-8-3
- Mit Gita in Indien. Eine Erzählung. Kairos Edition, Luxembourg, 2005, ISBN 2-9599829-4-0

### Sammlungen
- Das entzweite Gesicht. Auswahl 1949–1974. Herausgegeben von Maximilian Barck. Mit einem Impromptu von Rita Bischof und sieben farbigen Graphiken von Rainer Tschernay. Maldoror, Berlin, 1996
- SchattenMundReden. Automatische Texte 1958–1966. Herausgegeben von Maximilian Barck. Mit Siebdrucken von Pontus Carle. Maldoror, Berlin, 1996
- EROSion des Ich. Automatische Texte aus sechzig Jahren. Zur Theorie des Surrealismus. Mit einem Geleitwort von Karlheinz Barck und Serigraphien von Klaus Bendler. Maldoror, Berlin, 2008